# Torino Palavela
Torino Palavela, también conocido como Palazzo delle Mostre o Palazzo a Vela, es un pabellón multideportivo y de exposiciones en la ciudad de Turín (Italia). Está ubicado en el barrio turinés de Ligotto, al sur de la ciudad, cerca de la Villa Olímpica y el pabellón Oval Lingotto. 

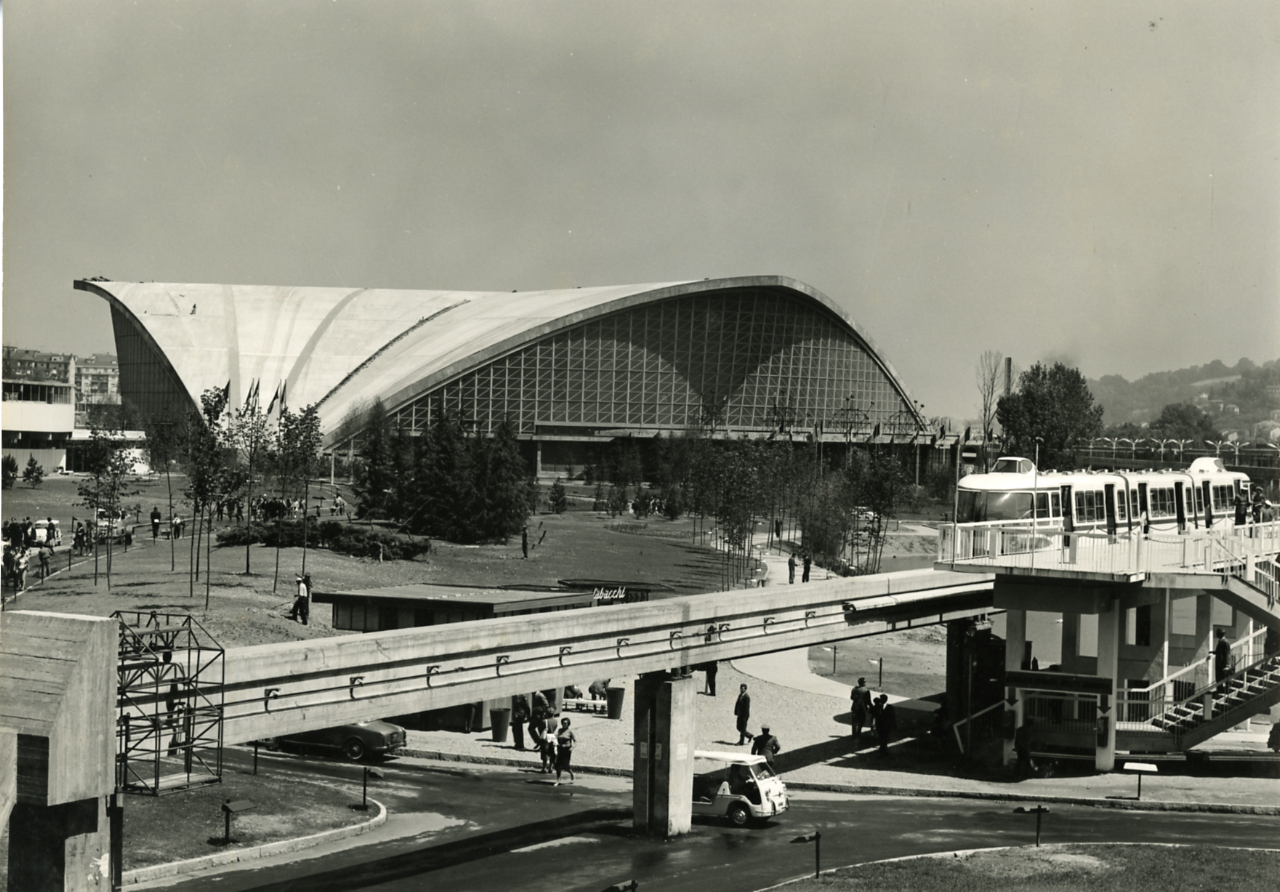
Panorámica de Italia '61 con el Palazzo a Vela; foto por Paolo Monti

Fue construido en 1960 con motivo de la Exposición Internacional Italia '61, bajo la dirección del ingeniero Franco Levi y los arquitectos Annibale y Giorgio Rigotti. En 2005 se remodeló y renovó para albergar las competiciones de patinaje artístico sobre hielo y patinaje de velocidad en pista corta en los XX Juegos Olímpicos de Invierno. Tiene una capacidad máxima de 10 000 espectadores. 

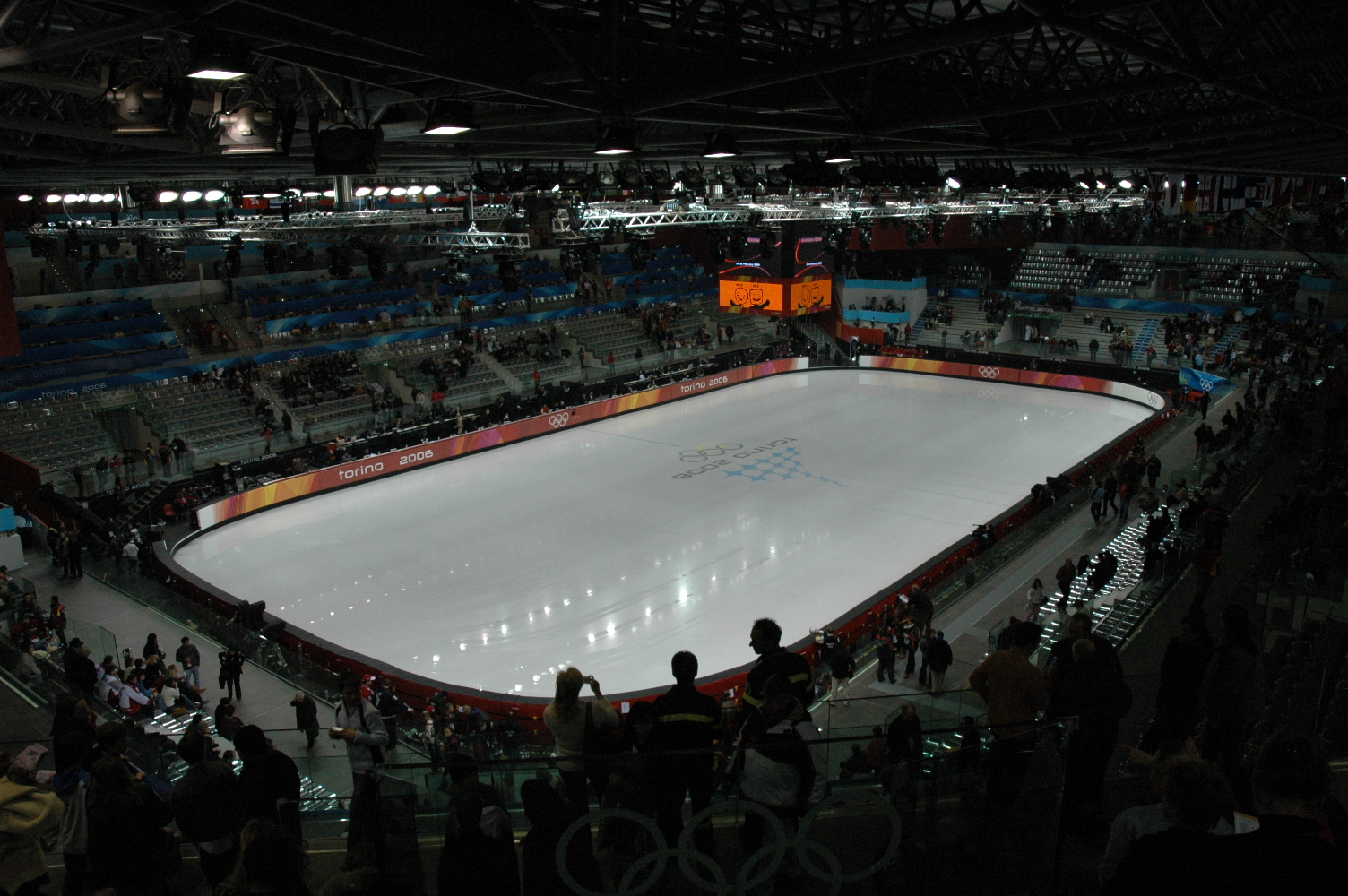
Interior del Palavela en temporada invernal.

## Principales acontecimientos deportivos
- Enero de 2005: Campeonato Europeo de Patinaje Artístico sobre Hielo
- Febrero de 2006: Torneos de patinaje artístico y patinaje de velocidad en pista corta en los XX Juegos Olímpicos de Invierno.
- Marzo de 2010: Campeonato Mundial de Patinaje Artístico sobre Hielo

- Datos: Q241560
- Multimedia: Palazzo a Vela / Q241560